# Marcos Camozzato
Marcos Camozzato (* 17. Juni 1983 in Porto Alegre) ist ein ehemaliger brasilianischer Fußballspieler mit italienischen Reisepass.

## Karriere
Camozzato begann seine Karriere in der Jugend vom SC Internacional in seiner Heimatstadt, wo er 2003 in die erste Mannschaft geholt wurde. In seinen ersten Spielzeiten 2003 und 2004 erhielt er kaum Spielpraxis. 2005 wurde er an SER Caxias do Sul verliehen. Bei seiner Rückkehr zu seinem Stammverein konnte der Verein Vizemeister werden. Im Januar 2007 wechselte er nach Belgien zu Standard Lüttich.
In seiner ersten Halbsaison konnte in der Endtabelle der dritte Rang sowie das Pokalfinale erreicht werden. In der darauffolgenden Spielzeit wurde der Verein Meister und gewann den Supercup. Weiters gab der Italo-Brasilianer sein Debüt auf europäischer Klubebene, als er in der 2. Runde der Qualifikation zum UEFA-Pokal am 16. August 2007 gegen UN Käerjéng aus Luxemburg von Anfang eingesetzt wurde. Das Spiel in Luxemburg endete mit einem 3:0-Sieg. Camozzato wurde in der 85. Minute für Landry Mulemo ausgewechselt. Im Endeffekt schied das Team in der 1. Runde des Wettbewerbs aus.
2008/09 konnte der Meistertitel und der Supercupsieg verteidigt werden. In der Qualifikation zur UEFA Champions League scheiterte die Mannschaft am FC Liverpool. Im UEFA-Cup schied der Verein in der 3. Runde gegen Sporting Braga aus Portugal aus. 2009/10 war ein weniger erfolgreiches Jahr für Camozzato und Standard. Obwohl die Mannschaft in der UEFA Europa League bis ins Viertelfinale kam (Im Gesamtscore verlor der Verein gegen den Hamburger SV (2:5), wurde das Team in der regulären Meisterschaft nur Achter. Im Play-Off für die Europa-League-Plätze wurde in der Gruppe B nur der zweite Platz erreicht und somit konnte sich der Verein nicht für den internationalen Wettbewerb qualifizieren. Daraufhin verließ Camozzato Les Rouches und wechselte nach Brügge.
Dort spielte er zwei Jahre und wechselte dann kurzzeitig zurück in seine Heimat Brasilien zu AA Ponte Preta. Von 2013 bis 2015 stand er beim KSV Roeselare unter Vertrag und beendete dort seine aktive Karriere.

## Erfolge
- Belgischer Meister: 2008, 2009
- Belgischer Superpokalsieger: 2008, 2009